# 西蘭花蜂
西蘭花蜂（學名：Euglossa decorata）是一種蘭花蜂。

## 分類
該物種分類為蘭花蜂屬（Euglossa），是一系列相似身體特徵的複合種蘭花蜂屬的成員之一，這些成員的特徵都具有褐色到橘色和虹彩或金屬色澤的裝飾在身體上呈現。